# Ferdinand Friedensburg (Diplomat)
Ferdinand Rudolf Hermann Friedensburg (* 15. November 1917 in Bern; † 14. Mai 2009 in Hilden) war ein deutscher Wirtschaftsjurist und Diplomat, der unter anderem zwischen 1960 und 1964 Botschafter in Madagaskar war.

## Leben

### Familie, Studium und Zweiter Weltkrieg
Ferdinand Friedensburg wurde als Sohn des Professors und CDU-Politikers Ferdinand Friedensburg und dessen Frau Nelly, geb. Schilling, in Bern geboren. Er war ein Urenkel von Ferdinand Friedensburg, der zwischen 1879 und 1891 Oberbürgermeister von Breslau war. Sein Großvater Ferdinand Friedensburg war nicht nur Senatspräsident beim Reichsversicherungsamt, sondern vor allem ein bekannter Numismatiker. Sein Vater war von Dezember 1946 bis Februar 1951 stellvertretender Oberbürgermeister Groß-Berlins beziehungsweise dann West-Berlins und während der Berlin-Blockade dreieinhalb Monate lang Vertreter der erkrankten Oberbürgermeisterin Louise Schroeder war.
Er selbst besuchte Schulen in Rosenberg in Westpreußen, Zürich, Berlin und Kassel und legte 1937 das Abitur in Berlin ab. Danach absolvierte ein Studium der Rechts- und Staatswissenschaften an der Friedrich-Wilhelms-Universität zu Berlin, Universität Lausanne, Ernst-Moritz-Arndt-Universität Greifswald und Albert-Ludwigs-Universität Freiburg. Während des Kriegsdienstes im Zweiten Weltkrieg wurde er als Scharführer des Nationalsozialistischen Kraftfahrkorps (NSKK) schwer verletzt und nahm nach Abschluss des Rechtsreferendariats eine Tätigkeit als Wissenschaftlicher Assistent an der Albert-Ludwigs-Universität Freiburg an. 1944 legte er seine Promotion mit einer Dissertation zum Thema Der Kriegsschauplatz. Insbesondere als Ausdruck rechtlicher Raumfassung an der Friedrich-Wilhelms-Universität zu Berlin ab. Anschließend wechselte Friedensburg in die Privatwirtschaft und war bis 1949 als Syndikus in Freiburg im Breisgau, Breslau und Berlin tätig.

### Diplomat und Wirtschaftsjurist in der Bundesrepublik Deutschland
Nach der Gründung der Bundesrepublik Deutschland arbeitete Friedensburg von 1949 bis 1950 im Bundesministerium für Wirtschaft und trat nach dem Bestehen der diplomatisch-konsularischen Staatsprüfung 1950 in den Auswärtigen Dienst ein. Zunächst war er von 1950 bis 1953 als Vizekonsul an der Botschaft in Belgien und danach von 1953 bis 1956 in der Zentrale des Auswärtigen Amtes in Bonn tätig.
Anschließend war er zwischen Juli 1956 und Juli 1960 als Konsul Erster Klasse Leiter des Konsulats in Detroit. Am Ende seiner dortigen Tätigkeit wurde ihm die Ehrenbürgerwürde verliehen.
Im Juli 1960 wurde Friedensburg erster deutscher Botschafter in Madagaskar. Diesen Posten bekleidete er bis zu seiner Ablösung durch Willi Georg Steffen im August 1964. Nach einer anschließenden vierwöchigen Übung als Reserveoffizier beim Feldartillerie-Bataillon 295 in Immendingen wurde er im September 1964 zum Leutnant der Reserve befördert. Im Anschluss wurde er im Oktober 1964 Botschaftsrat Erster Klasse an der Botschaft in Venezuela und war dort bis 1966 tätig.
1966 schied Friedensburg aus dem diplomatischen Dienst aus und wechselte als Direktor der Aluminium-Industrie-Gemeinschaft Konstanz (ALIG) wieder in die Privatwirtschaft, ehe er sich seit 1968 auf Wirtschaftsrecht spezialisierte und fortan als Wirtschaftsjurist tätig war. Seit 1969 engagierte er sich als Oberstleutnant der Reserve auch als Leiter des Arbeitskreise für Reserveoffiziere (AKRO) der Kreisgruppe Schwarzwald-Baar-Heuberg im Verband der Reservisten der Deutschen Bundeswehr Wegen seiner Verdienste wurde er am 27. Juni 1983 mit dem Bundesverdienstkreuz 1. Klasse ausgezeichnet.
Die Alte Breslauer Burschenschaft der Raczeks, der bereits sein Urgroßvater und sein Großvater angehört hatten, verlieh ihm 1983 ehrenhalber die Mitgliedschaft.

## Veröffentlichungen
- Der Kriegsschauplatz. Insbesondere als Ausdruck rechtlicher Raumfassung, Dissertation, Universität Berlin, 1944